# 小行星8583
小行星8583（8583 Froberger）是一颗绕太阳运转的小行星，为主小行星带小行星。该小行星于1997年1月8日发现。

## 轨道参数
小行星8583的轨道半长轴为3.1844949 UA，离心率为0.147。